# 32379 Markadame
32379 Markadame è un asteroide della fascia principale. Scoperto nel 2000, presenta un'orbita caratterizzata da un semiasse maggiore pari a 2,7683848 UA e da un'eccentricità di 0,1065755, inclinata di 3,91532° rispetto all'eclittica.